# Жан Булі
Жан Блез Булі (фр. Jean Blaise Bouli; нар. 4 вересня 1980, Дуала, Камерун) — камерунський футболіст, атакувальний півзахисник.

## Життєпис

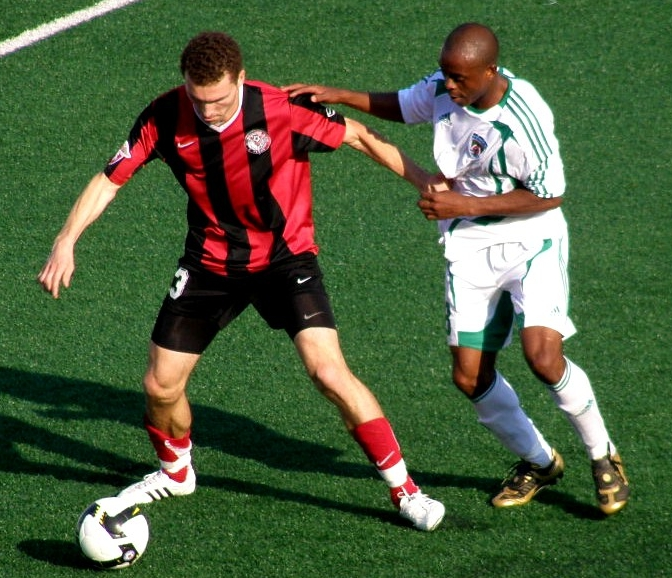
Жан Булі (праворуч) у боротьбі за м'яч

Дебютував у професіональному футболі 1998 року в складі камерунського колективу «Юніон Дуала». У 2000 році перейшов до «Хетафе», який на той час виступав у другому за значимістю дивізіоні іспанського футболу. 2003 року повернувся до Камеруну, де виступав за місцеві команди. Першим російським клубом став представник першого дивізіону «Динамо» (Брянськ), де зайняв місце центрального нападника. У складі «Динамо» став півфіналістом Кубку Росії сезону 2006/07 років. Влітку 2007 року перейшов до «Терека», який на той час також виступав у першому дивізіоні. Однак, у вище вказаному сезоні не забив жодного м'яча. «Терек» посів у 2007 році 2-е місце у першому дивізіоні та вийшов у Прем'єр-лігу. У 2008—2009 роках виступав за «Терек» у Прем'єр-лізі. Наприкінці сезону 2008 року в Жана виникли проблеми на пахвинних кілець, через що змушений був пропустити значну кількість матчів. У середині грудня успішно прооперований. У 2009 році провів за «Терек» лише 2 гри за 4 місяці, після чого залишив клуб. Усього за грозненський клуб провів 26 матчів, відзначився 2-ма голами.
24 липня 2009 року перейшов до «Нижнього Новгорода», де провів решту сезону 2009 року. З 9 лютого 2010 року виступав за клуб «Промінь-Енергія». 2011 року перейшов до латвійської «Юрмали». У жовтні 2011 року перейшов у молдовський чемпіонат до команди «Олімпія».

## Особисте життя
29 грудня 2007 року одружився з подругою, яка навчалася у Швейцарії.

## Досягнення
- Чемпіонат Камеруну
  -  Срібний призер (1): 2003[3]
- Перший дивізіон Росії
  -  Срібний призер (1): 2007